# 亜月亮
亜月亮（あづき りょう、1970年8月30日 - ）は、日本の女性漫画家。島根県松江市美保関町出身。代表作は『Wピンチ!!』、『ラブわん!』など。

## 概要
1993年、『りぼん』冬のびっくり大増刊号に発表した「おにーちゃんはセイギマン!!」でデビュー。
その後『りぼん』（集英社）やその派生誌にて作品を発表していたが、2007年に『マーガレット』（集英社）で「ラビダビスター!」を連載開始。以後は『マーガレット』と『りぼん』の両雑誌に作品を掲載している。
また集英社の雑誌以外では、レディースコミック誌『Silky』（白泉社）にも作品を発表しており、『ミステリーボニータ』（秋田書店）で「闇都市伝説シリーズ」を掲載し、その中の「見エナイフリ」「見エナイフリ2」が好評を博して連載された『キミノトナリ－闇都市伝説－』の完結後、中断していた「闇都市伝説シリーズ」をミステリーボニータ2016年8月号から2017年10月号までで再び中断し、「Unlimited（アンリミテッド）」完結後に『ミステリーボニータ』2019年4月号より再開した。単行本は「ボニータ・コミックス」より既刊5巻。ミステリーボニータ2018年1月号より「Unlimited（アンリミテッド）」を全4話で完結し、単行本は「ボニータ・コミックス」より「Unlimited（アンリミテッド） VS シリアルキラー」として全1巻。また、2019年10月号より新シリーズ「VS 絞殺姫（ストラングラー・プリンセス）」が連載開始。『JOURすてきな主婦たち』（双葉社）で連載中の「ペットタクシー」は完結し、単行本は「ジュール・コミックス」より刊行され、コミックス全2巻。
WEB雑誌『ホラーシルキー』（白泉社）で「東京都市伝説」シリーズを連載中。

## コミックス

### りぼんマスコットコミックス
- 奴の名はスパルタンX
- 必殺!マドンナ伝説
- 天下一ファミリー!!ヤマダ
- 爆風シンデレラ戦線
- 青春してるかい!（全2巻）
- 電動王子様タカハシ
- Wピンチ!!（全4巻）
- 無重力少年（全3巻）
- これでOK!マンガのかき方
- ラブわん!（全4巻）
- H²LOVE
- オレ殺人事件!?
- きせかえDOLLマミちゃん
- 都市伝説Jr.

### マーガレット・コミックス
- ラビダビスター!（原作・三条陸、全2巻）
- 都市伝説（全9巻）
- FILE-0
- これは、本当にあった話です。（既刊1巻）

### ボニータ・コミックス
- モニタリング闇サイト
- 闇都市伝説（既刊5巻）
  1. ブラック・サイト
  2. 不死蝶
  3. 見エナイフリ
  4. ペットブーム
  5. 分身（ダブル）
- キミノトナリ－闇都市伝説－（全3巻）-『闇都市伝説3 見エナイフリ』に収録された「見エナイフリ」「見エナイフリ2」をシリーズ化したスピンオフ作品。
- Unlimited（アンリミテッド）[5]

VS シリアルキラー

### ジュール・コミックス
- 深・都市伝説（全3巻）
- ペットタクシー（全2巻）
- ユリゴコロ（原作・沼田まほかる、全2巻） - 同名の小説のコミカライズ。

### アクション・コミックス
- 汝、隣人を×せよ。[6]（全3巻）

### Only Lips comics
- クズ人間、治療します。 -人格整形外科-（『めちゃコミックオリジナル』レーベル連載[7]、既刊4巻） - 単行本は大都社より刊行。